# 林文瑞
林文瑞（1959年9月15日—）是中華民國政治人物，中國國民黨籍，生於雲林縣，前任立法委員

## 經歷
1985年進入水利會擔任技工職務，1991年考試及格從助理管理員做起，先後擢升為站長、管理股長及行政股長。2004年犯下「投票行賄罪」遭雲林地方法院判決有期徒刑8月，緩刑2年，褫奪公權2年，並於2005年1月判決確定。
2010年5月15日，當選雲林農田水利會第3屆直選會長，2014年4月19日當選蟬聯第4屆直選會長。
2019年，獲國民黨提名代表該黨參選全國不分區立法委員。據《三立新聞》，林文瑞是該黨總統候選人韓國瑜口頭向時任黨主席吳敦義推薦。其地方基層實力雄厚，且申報財產中土地有38筆，其中南投縣竹山鎮境內土地超過10,000坪。
2023年4月12日，國民黨提名林代表參選2024年中華民國立法委員選舉轉戰雲林縣第一選舉區競選連任，同年5月26日立法院三讀通過《選罷法》部分條文修正案，曾有行賄案底的林文瑞確定無法參選。

## 選舉紀錄
| 年度 | 選舉屆數           | 選舉區                                 | 所屬政黨   | 得票數    | 得票率 | 當選標記 | 備註 |
| ---- | ------------------ | -------------------------------------- | ---------- | --------- | ------ | -------- | ---- |
| 2020 | 第十屆立法委員選舉 | 全國不分區及僑居國外國民立法委員選舉區 | 中國國民黨 | 4,723,504 | 33.36% |          |      |

## 外部連結
- 林文瑞 （页面存档备份，存于）